# Ischioceratops zhuchengensis

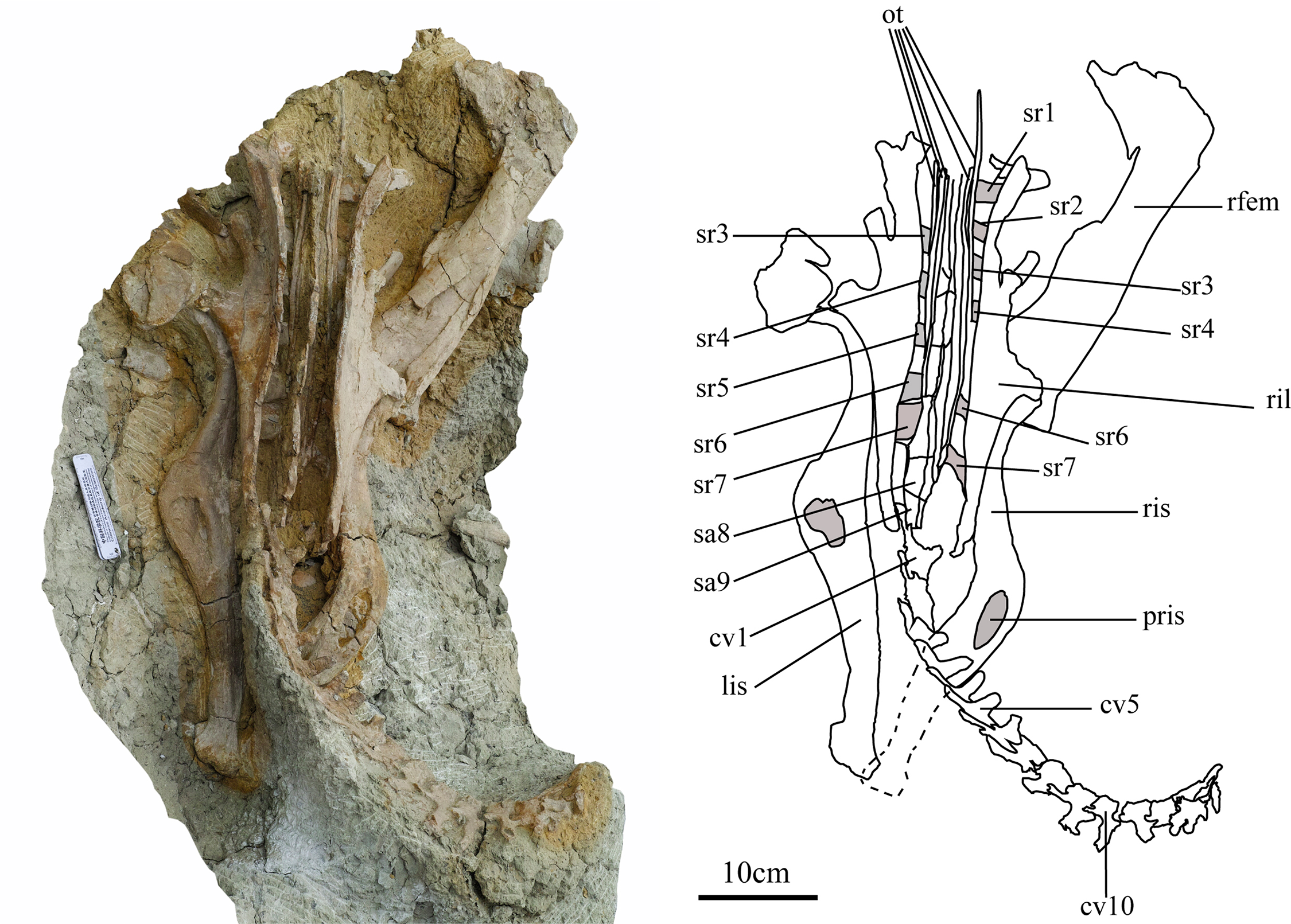
Ejemplar holotipo visto desde arriba.

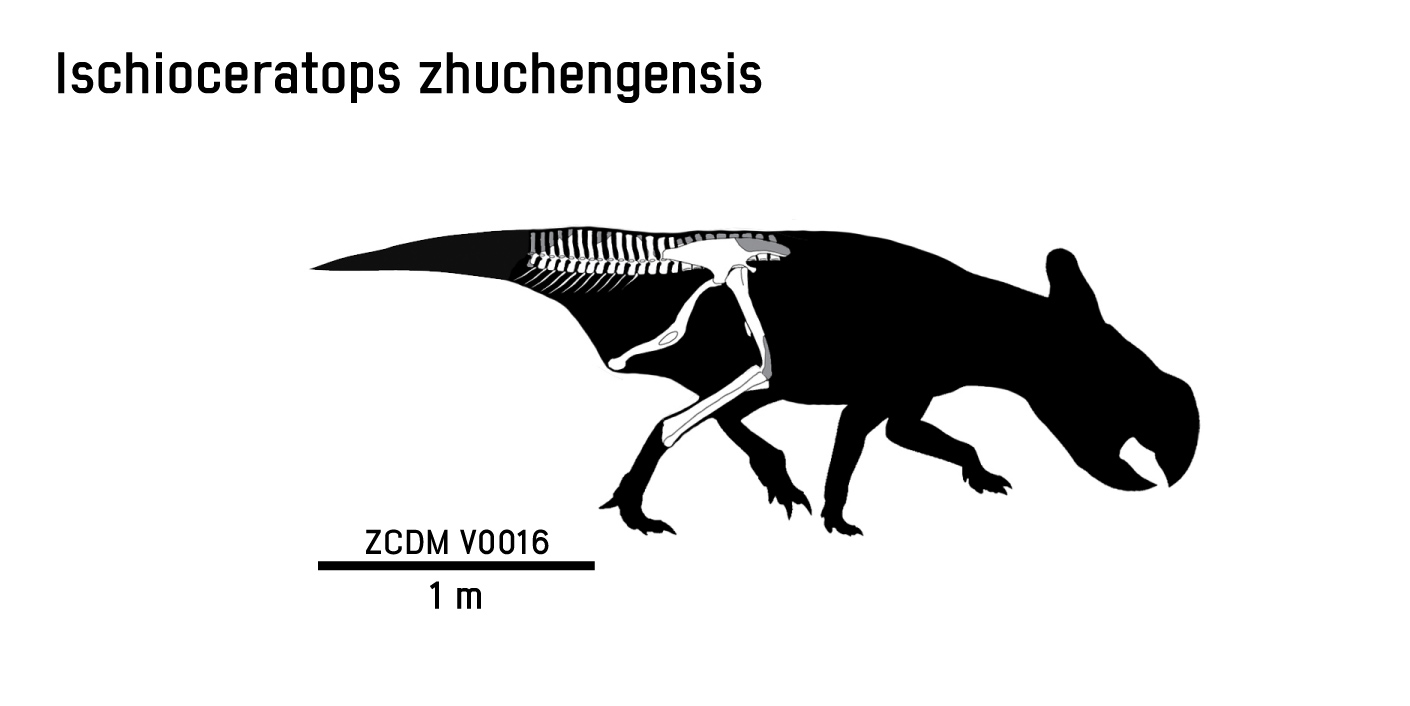
Reconstrucción del esqueleto de los huesos conocidos.

Ischioceratops zhuchengensis es la única especie conocida del género extinto Ischioceratops de dinosaurio ceratopsio leptoceratópsido que vivió hace aproximadamente 69 millones de años, durante la última parte del período Cretácico, durante el Maastrichtiense, en lo que es hoy Asia. Ischioceratops era un herbívoro cuadrúpedo de pequeño tamaño, cuya longitud total se ha estimado en cerca de dos metros. Los ceratopsios eran un grupo de dinosaurios con picos similares, que se extendieron por América del Norte y Asia durante el Cretácico, el cual terminó hace aproximadamente 66 millones de años, punto en el cual se extinguieron. El nombre del género se refiere a la forma peculiar forma de los huesos isquiáticos.

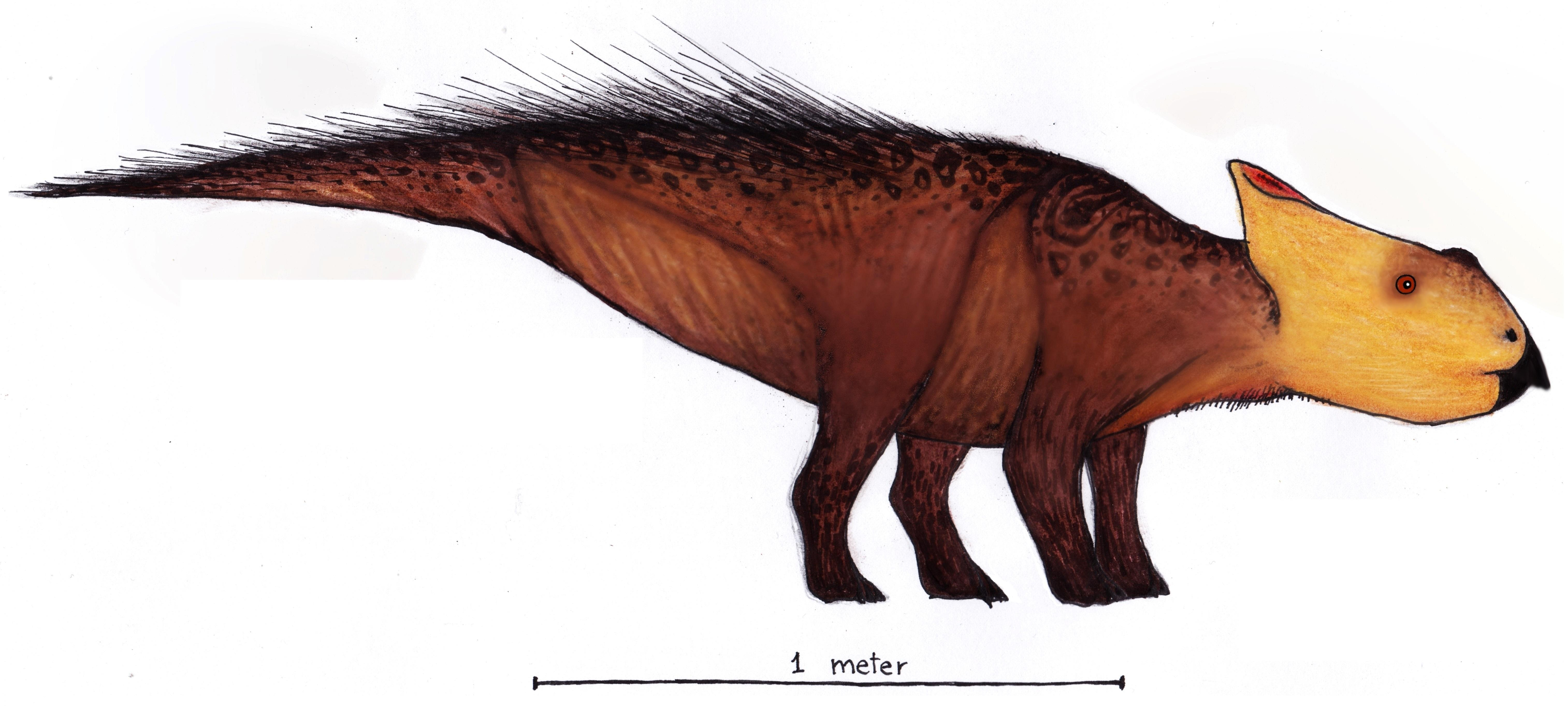
Recreación en vida.

Ischioceratops es uno de los pocos dinosaurios ceratopsios que no es conocido a partir de su cráneo. Los rasgos más peculiares estaban localizados en el isquion, el cual muestra una morfología única. Otra característica de Ischioceratops era la presencia de una elevación de la cola en su parte, la cual está presente también en Protoceratops, Koreaceratops y de manera más similar, en Montanoceratops y Cerasinops. El taxón había sido referido a la familia Leptoceratopsidae y se distingue de otros leptoceratópsidos basándose en la siguiente combinación de características: nueve vértebras en el sacro, muchas más que en cualquier otro ceratopsio basal pero aún inferior a las de los ceratópsidos; el isquion tiene un eje robusto que se asemeja a un arco recurvado y se expande gradualmente hasta adquirir una forma casi recangular en el proceso obturador en su parte media. Una fenestra elíptica perfora el proceso obturador.
Los restos de Ischioceratops se han hallado en el Grupo Wangshi que data del Cretácico Superior. Este coexistió junto a centrosaurinos, saurolofinos y tiranosaurinos. Los géneros más comunes de esa unidad geológica son los de Sinoceratops y Zhuchengtyrannus. 
El espécimen holotipo, ZCDM V0016, fue descubierto en Kugou, una localidad en la provincia china de Shandong la cual presenta capas del Grupo Wangshi. Este fue depositado en la colección del Museo de Dinosaurios de Zhucheng e incluye un esqueleto articulado incompleto que incluye el sacro completo, algunos tendones osificados, ambas mitades de la pelvis, las primeras 15 vértebras articuladas entre sí, y el fémur, tibia y peroné derechos.
Los análisis filogenéticos realizados por sus decriptores confirman que Ischioceratops es un leptoceratópsido. Parece que su pariente más cercano sería Montanoceratops. El siguiente cladograma se basa en el análisis de 2015 de Yiming He, Peter J. Makovicky, Kebai Wang, Shuqing Chen, Corwin Sullivan, Fenglu Han, Xing XuMichael J. Ryan, David C. Evans, Philip J. Currie, Caleb M. Brown y Don Brinkman.
|  | Montanoceratops |
|  |                 |
|  | Ischioceratops  |
|  |                 |

|  | Zhuchengceratops                                                  |
|  |                                                                   |
|  | \| \| Gryphoceratops \| \| \| \| \| \| Unescoceratops \| \| \| \| |
|  |                                                                   |
|  | Gryphoceratops                                                    |
|  |                                                                   |
|  | Unescoceratops                                                    |
|  |                                                                   |

|  | Gryphoceratops |
|  |                |
|  | Unescoceratops |
|  |                |

|  | Zhuchengceratops                                                  |
|  |                                                                   |
|  | \| \| Gryphoceratops \| \| \| \| \| \| Unescoceratops \| \| \| \| |
|  |                                                                   |
|  | Gryphoceratops                                                    |
|  |                                                                   |
|  | Unescoceratops                                                    |
|  |                                                                   |

|  | Gryphoceratops |
|  |                |
|  | Unescoceratops |
|  |                |

|  | Zhuchengceratops                                                  |
|  |                                                                   |
|  | \| \| Gryphoceratops \| \| \| \| \| \| Unescoceratops \| \| \| \| |
|  |                                                                   |
|  | Gryphoceratops                                                    |
|  |                                                                   |
|  | Unescoceratops                                                    |
|  |                                                                   |

|  | Gryphoceratops |
|  |                |
|  | Unescoceratops |
|  |                |

|  | Zhuchengceratops                                                  |
|  |                                                                   |
|  | \| \| Gryphoceratops \| \| \| \| \| \| Unescoceratops \| \| \| \| |
|  |                                                                   |
|  | Gryphoceratops                                                    |
|  |                                                                   |
|  | Unescoceratops                                                    |
|  |                                                                   |

|  | Gryphoceratops |
|  |                |
|  | Unescoceratops |
|  |                |

|  | Zhuchengceratops                                                  |
|  |                                                                   |
|  | \| \| Gryphoceratops \| \| \| \| \| \| Unescoceratops \| \| \| \| |
|  |                                                                   |
|  | Gryphoceratops                                                    |
|  |                                                                   |
|  | Unescoceratops                                                    |
|  |                                                                   |

|  | Gryphoceratops |
|  |                |
|  | Unescoceratops |
|  |                |

|  | Zhuchengceratops                                                  |
|  |                                                                   |
|  | \| \| Gryphoceratops \| \| \| \| \| \| Unescoceratops \| \| \| \| |
|  |                                                                   |
|  | Gryphoceratops                                                    |
|  |                                                                   |
|  | Unescoceratops                                                    |
|  |                                                                   |

|  | Gryphoceratops |
|  |                |
|  | Unescoceratops |
|  |                |

|  | Zhuchengceratops                                                  |
|  |                                                                   |
|  | \| \| Gryphoceratops \| \| \| \| \| \| Unescoceratops \| \| \| \| |
|  |                                                                   |
|  | Gryphoceratops                                                    |
|  |                                                                   |
|  | Unescoceratops                                                    |
|  |                                                                   |

|  | Gryphoceratops |
|  |                |
|  | Unescoceratops |
|  |                |

|  | Zhuchengceratops                                                  |
|  |                                                                   |
|  | \| \| Gryphoceratops \| \| \| \| \| \| Unescoceratops \| \| \| \| |
|  |                                                                   |
|  | Gryphoceratops                                                    |
|  |                                                                   |
|  | Unescoceratops                                                    |
|  |                                                                   |

|  | Gryphoceratops |
|  |                |
|  | Unescoceratops |
|  |                |

|  | Montanoceratops |
|  |                 |
|  | Ischioceratops  |
|  |                 |

|  | Zhuchengceratops                                                  |
|  |                                                                   |
|  | \| \| Gryphoceratops \| \| \| \| \| \| Unescoceratops \| \| \| \| |
|  |                                                                   |
|  | Gryphoceratops                                                    |
|  |                                                                   |
|  | Unescoceratops                                                    |
|  |                                                                   |

|  | Gryphoceratops |
|  |                |
|  | Unescoceratops |
|  |                |

|  | Zhuchengceratops                                                  |
|  |                                                                   |
|  | \| \| Gryphoceratops \| \| \| \| \| \| Unescoceratops \| \| \| \| |
|  |                                                                   |
|  | Gryphoceratops                                                    |
|  |                                                                   |
|  | Unescoceratops                                                    |
|  |                                                                   |

|  | Gryphoceratops |
|  |                |
|  | Unescoceratops |
|  |                |

|  | Zhuchengceratops                                                  |
|  |                                                                   |
|  | \| \| Gryphoceratops \| \| \| \| \| \| Unescoceratops \| \| \| \| |
|  |                                                                   |
|  | Gryphoceratops                                                    |
|  |                                                                   |
|  | Unescoceratops                                                    |
|  |                                                                   |

|  | Gryphoceratops |
|  |                |
|  | Unescoceratops |
|  |                |

|  | Zhuchengceratops                                                  |
|  |                                                                   |
|  | \| \| Gryphoceratops \| \| \| \| \| \| Unescoceratops \| \| \| \| |
|  |                                                                   |
|  | Gryphoceratops                                                    |
|  |                                                                   |
|  | Unescoceratops                                                    |
|  |                                                                   |

|  | Gryphoceratops |
|  |                |
|  | Unescoceratops |
|  |                |

|  | Zhuchengceratops                                                  |
|  |                                                                   |
|  | \| \| Gryphoceratops \| \| \| \| \| \| Unescoceratops \| \| \| \| |
|  |                                                                   |
|  | Gryphoceratops                                                    |
|  |                                                                   |
|  | Unescoceratops                                                    |
|  |                                                                   |

|  | Gryphoceratops |
|  |                |
|  | Unescoceratops |
|  |                |

|  | Zhuchengceratops                                                  |
|  |                                                                   |
|  | \| \| Gryphoceratops \| \| \| \| \| \| Unescoceratops \| \| \| \| |
|  |                                                                   |
|  | Gryphoceratops                                                    |
|  |                                                                   |
|  | Unescoceratops                                                    |
|  |                                                                   |

|  | Gryphoceratops |
|  |                |
|  | Unescoceratops |
|  |                |

|  | Zhuchengceratops                                                  |
|  |                                                                   |
|  | \| \| Gryphoceratops \| \| \| \| \| \| Unescoceratops \| \| \| \| |
|  |                                                                   |
|  | Gryphoceratops                                                    |
|  |                                                                   |
|  | Unescoceratops                                                    |
|  |                                                                   |

|  | Gryphoceratops |
|  |                |
|  | Unescoceratops |
|  |                |

|  | Zhuchengceratops                                                  |
|  |                                                                   |
|  | \| \| Gryphoceratops \| \| \| \| \| \| Unescoceratops \| \| \| \| |
|  |                                                                   |
|  | Gryphoceratops                                                    |
|  |                                                                   |
|  | Unescoceratops                                                    |
|  |                                                                   |

|  | Gryphoceratops |
|  |                |
|  | Unescoceratops |
|  |                |

|  | Montanoceratops |
|  |                 |
|  | Ischioceratops  |
|  |                 |

|  | Zhuchengceratops                                                  |
|  |                                                                   |
|  | \| \| Gryphoceratops \| \| \| \| \| \| Unescoceratops \| \| \| \| |
|  |                                                                   |
|  | Gryphoceratops                                                    |
|  |                                                                   |
|  | Unescoceratops                                                    |
|  |                                                                   |

|  | Gryphoceratops |
|  |                |
|  | Unescoceratops |
|  |                |

|  | Zhuchengceratops                                                  |
|  |                                                                   |
|  | \| \| Gryphoceratops \| \| \| \| \| \| Unescoceratops \| \| \| \| |
|  |                                                                   |
|  | Gryphoceratops                                                    |
|  |                                                                   |
|  | Unescoceratops                                                    |
|  |                                                                   |

|  | Gryphoceratops |
|  |                |
|  | Unescoceratops |
|  |                |

|  | Zhuchengceratops                                                  |
|  |                                                                   |
|  | \| \| Gryphoceratops \| \| \| \| \| \| Unescoceratops \| \| \| \| |
|  |                                                                   |
|  | Gryphoceratops                                                    |
|  |                                                                   |
|  | Unescoceratops                                                    |
|  |                                                                   |

|  | Gryphoceratops |
|  |                |
|  | Unescoceratops |
|  |                |

|  | Zhuchengceratops                                                  |
|  |                                                                   |
|  | \| \| Gryphoceratops \| \| \| \| \| \| Unescoceratops \| \| \| \| |
|  |                                                                   |
|  | Gryphoceratops                                                    |
|  |                                                                   |
|  | Unescoceratops                                                    |
|  |                                                                   |

|  | Gryphoceratops |
|  |                |
|  | Unescoceratops |
|  |                |

|  | Zhuchengceratops                                                  |
|  |                                                                   |
|  | \| \| Gryphoceratops \| \| \| \| \| \| Unescoceratops \| \| \| \| |
|  |                                                                   |
|  | Gryphoceratops                                                    |
|  |                                                                   |
|  | Unescoceratops                                                    |
|  |                                                                   |

|  | Gryphoceratops |
|  |                |
|  | Unescoceratops |
|  |                |

|  | Zhuchengceratops                                                  |
|  |                                                                   |
|  | \| \| Gryphoceratops \| \| \| \| \| \| Unescoceratops \| \| \| \| |
|  |                                                                   |
|  | Gryphoceratops                                                    |
|  |                                                                   |
|  | Unescoceratops                                                    |
|  |                                                                   |

|  | Gryphoceratops |
|  |                |
|  | Unescoceratops |
|  |                |

|  | Zhuchengceratops                                                  |
|  |                                                                   |
|  | \| \| Gryphoceratops \| \| \| \| \| \| Unescoceratops \| \| \| \| |
|  |                                                                   |
|  | Gryphoceratops                                                    |
|  |                                                                   |
|  | Unescoceratops                                                    |
|  |                                                                   |

|  | Gryphoceratops |
|  |                |
|  | Unescoceratops |
|  |                |

|  | Zhuchengceratops                                                  |
|  |                                                                   |
|  | \| \| Gryphoceratops \| \| \| \| \| \| Unescoceratops \| \| \| \| |
|  |                                                                   |
|  | Gryphoceratops                                                    |
|  |                                                                   |
|  | Unescoceratops                                                    |
|  |                                                                   |

|  | Gryphoceratops |
|  |                |
|  | Unescoceratops |
|  |                |

|  | Montanoceratops |
|  |                 |
|  | Ischioceratops  |
|  |                 |

|  | Zhuchengceratops                                                  |
|  |                                                                   |
|  | \| \| Gryphoceratops \| \| \| \| \| \| Unescoceratops \| \| \| \| |
|  |                                                                   |
|  | Gryphoceratops                                                    |
|  |                                                                   |
|  | Unescoceratops                                                    |
|  |                                                                   |

|  | Gryphoceratops |
|  |                |
|  | Unescoceratops |
|  |                |

|  | Zhuchengceratops                                                  |
|  |                                                                   |
|  | \| \| Gryphoceratops \| \| \| \| \| \| Unescoceratops \| \| \| \| |
|  |                                                                   |
|  | Gryphoceratops                                                    |
|  |                                                                   |
|  | Unescoceratops                                                    |
|  |                                                                   |

|  | Gryphoceratops |
|  |                |
|  | Unescoceratops |
|  |                |

|  | Zhuchengceratops                                                  |
|  |                                                                   |
|  | \| \| Gryphoceratops \| \| \| \| \| \| Unescoceratops \| \| \| \| |
|  |                                                                   |
|  | Gryphoceratops                                                    |
|  |                                                                   |
|  | Unescoceratops                                                    |
|  |                                                                   |

|  | Gryphoceratops |
|  |                |
|  | Unescoceratops |
|  |                |

|  | Zhuchengceratops                                                  |
|  |                                                                   |
|  | \| \| Gryphoceratops \| \| \| \| \| \| Unescoceratops \| \| \| \| |
|  |                                                                   |
|  | Gryphoceratops                                                    |
|  |                                                                   |
|  | Unescoceratops                                                    |
|  |                                                                   |

|  | Gryphoceratops |
|  |                |
|  | Unescoceratops |
|  |                |

|  | Zhuchengceratops                                                  |
|  |                                                                   |
|  | \| \| Gryphoceratops \| \| \| \| \| \| Unescoceratops \| \| \| \| |
|  |                                                                   |
|  | Gryphoceratops                                                    |
|  |                                                                   |
|  | Unescoceratops                                                    |
|  |                                                                   |

|  | Gryphoceratops |
|  |                |
|  | Unescoceratops |
|  |                |

|  | Zhuchengceratops                                                  |
|  |                                                                   |
|  | \| \| Gryphoceratops \| \| \| \| \| \| Unescoceratops \| \| \| \| |
|  |                                                                   |
|  | Gryphoceratops                                                    |
|  |                                                                   |
|  | Unescoceratops                                                    |
|  |                                                                   |

|  | Gryphoceratops |
|  |                |
|  | Unescoceratops |
|  |                |

|  | Zhuchengceratops                                                  |
|  |                                                                   |
|  | \| \| Gryphoceratops \| \| \| \| \| \| Unescoceratops \| \| \| \| |
|  |                                                                   |
|  | Gryphoceratops                                                    |
|  |                                                                   |
|  | Unescoceratops                                                    |
|  |                                                                   |

|  | Gryphoceratops |
|  |                |
|  | Unescoceratops |
|  |                |

|  | Zhuchengceratops                                                  |
|  |                                                                   |
|  | \| \| Gryphoceratops \| \| \| \| \| \| Unescoceratops \| \| \| \| |
|  |                                                                   |
|  | Gryphoceratops                                                    |
|  |                                                                   |
|  | Unescoceratops                                                    |
|  |                                                                   |

|  | Gryphoceratops |
|  |                |
|  | Unescoceratops |
|  |                |

|  | Montanoceratops |
|  |                 |
|  | Ischioceratops  |
|  |                 |

|  | Zhuchengceratops                                                  |
|  |                                                                   |
|  | \| \| Gryphoceratops \| \| \| \| \| \| Unescoceratops \| \| \| \| |
|  |                                                                   |
|  | Gryphoceratops                                                    |
|  |                                                                   |
|  | Unescoceratops                                                    |
|  |                                                                   |

|  | Gryphoceratops |
|  |                |
|  | Unescoceratops |
|  |                |

|  | Zhuchengceratops                                                  |
|  |                                                                   |
|  | \| \| Gryphoceratops \| \| \| \| \| \| Unescoceratops \| \| \| \| |
|  |                                                                   |
|  | Gryphoceratops                                                    |
|  |                                                                   |
|  | Unescoceratops                                                    |
|  |                                                                   |

|  | Gryphoceratops |
|  |                |
|  | Unescoceratops |
|  |                |

|  | Zhuchengceratops                                                  |
|  |                                                                   |
|  | \| \| Gryphoceratops \| \| \| \| \| \| Unescoceratops \| \| \| \| |
|  |                                                                   |
|  | Gryphoceratops                                                    |
|  |                                                                   |
|  | Unescoceratops                                                    |
|  |                                                                   |

|  | Gryphoceratops |
|  |                |
|  | Unescoceratops |
|  |                |

|  | Zhuchengceratops                                                  |
|  |                                                                   |
|  | \| \| Gryphoceratops \| \| \| \| \| \| Unescoceratops \| \| \| \| |
|  |                                                                   |
|  | Gryphoceratops                                                    |
|  |                                                                   |
|  | Unescoceratops                                                    |
|  |                                                                   |

|  | Gryphoceratops |
|  |                |
|  | Unescoceratops |
|  |                |

|  | Zhuchengceratops                                                  |
|  |                                                                   |
|  | \| \| Gryphoceratops \| \| \| \| \| \| Unescoceratops \| \| \| \| |
|  |                                                                   |
|  | Gryphoceratops                                                    |
|  |                                                                   |
|  | Unescoceratops                                                    |
|  |                                                                   |

|  | Gryphoceratops |
|  |                |
|  | Unescoceratops |
|  |                |

|  | Zhuchengceratops                                                  |
|  |                                                                   |
|  | \| \| Gryphoceratops \| \| \| \| \| \| Unescoceratops \| \| \| \| |
|  |                                                                   |
|  | Gryphoceratops                                                    |
|  |                                                                   |
|  | Unescoceratops                                                    |
|  |                                                                   |

|  | Gryphoceratops |
|  |                |
|  | Unescoceratops |
|  |                |

|  | Zhuchengceratops                                                  |
|  |                                                                   |
|  | \| \| Gryphoceratops \| \| \| \| \| \| Unescoceratops \| \| \| \| |
|  |                                                                   |
|  | Gryphoceratops                                                    |
|  |                                                                   |
|  | Unescoceratops                                                    |
|  |                                                                   |

|  | Gryphoceratops |
|  |                |
|  | Unescoceratops |
|  |                |

|  | Zhuchengceratops                                                  |
|  |                                                                   |
|  | \| \| Gryphoceratops \| \| \| \| \| \| Unescoceratops \| \| \| \| |
|  |                                                                   |
|  | Gryphoceratops                                                    |
|  |                                                                   |
|  | Unescoceratops                                                    |
|  |                                                                   |

|  | Gryphoceratops |
|  |                |
|  | Unescoceratops |
|  |                |

|  | Montanoceratops |
|  |                 |
|  | Ischioceratops  |
|  |                 |

|  | Zhuchengceratops                                                  |
|  |                                                                   |
|  | \| \| Gryphoceratops \| \| \| \| \| \| Unescoceratops \| \| \| \| |
|  |                                                                   |
|  | Gryphoceratops                                                    |
|  |                                                                   |
|  | Unescoceratops                                                    |
|  |                                                                   |

|  | Gryphoceratops |
|  |                |
|  | Unescoceratops |
|  |                |

|  | Zhuchengceratops                                                  |
|  |                                                                   |
|  | \| \| Gryphoceratops \| \| \| \| \| \| Unescoceratops \| \| \| \| |
|  |                                                                   |
|  | Gryphoceratops                                                    |
|  |                                                                   |
|  | Unescoceratops                                                    |
|  |                                                                   |

|  | Gryphoceratops |
|  |                |
|  | Unescoceratops |
|  |                |

|  | Zhuchengceratops                                                  |
|  |                                                                   |
|  | \| \| Gryphoceratops \| \| \| \| \| \| Unescoceratops \| \| \| \| |
|  |                                                                   |
|  | Gryphoceratops                                                    |
|  |                                                                   |
|  | Unescoceratops                                                    |
|  |                                                                   |

|  | Gryphoceratops |
|  |                |
|  | Unescoceratops |
|  |                |

|  | Zhuchengceratops                                                  |
|  |                                                                   |
|  | \| \| Gryphoceratops \| \| \| \| \| \| Unescoceratops \| \| \| \| |
|  |                                                                   |
|  | Gryphoceratops                                                    |
|  |                                                                   |
|  | Unescoceratops                                                    |
|  |                                                                   |

|  | Gryphoceratops |
|  |                |
|  | Unescoceratops |
|  |                |

|  | Zhuchengceratops                                                  |
|  |                                                                   |
|  | \| \| Gryphoceratops \| \| \| \| \| \| Unescoceratops \| \| \| \| |
|  |                                                                   |
|  | Gryphoceratops                                                    |
|  |                                                                   |
|  | Unescoceratops                                                    |
|  |                                                                   |

|  | Gryphoceratops |
|  |                |
|  | Unescoceratops |
|  |                |

|  | Zhuchengceratops                                                  |
|  |                                                                   |
|  | \| \| Gryphoceratops \| \| \| \| \| \| Unescoceratops \| \| \| \| |
|  |                                                                   |
|  | Gryphoceratops                                                    |
|  |                                                                   |
|  | Unescoceratops                                                    |
|  |                                                                   |

|  | Gryphoceratops |
|  |                |
|  | Unescoceratops |
|  |                |

|  | Zhuchengceratops                                                  |
|  |                                                                   |
|  | \| \| Gryphoceratops \| \| \| \| \| \| Unescoceratops \| \| \| \| |
|  |                                                                   |
|  | Gryphoceratops                                                    |
|  |                                                                   |
|  | Unescoceratops                                                    |
|  |                                                                   |

|  | Gryphoceratops |
|  |                |
|  | Unescoceratops |
|  |                |

|  | Zhuchengceratops                                                  |
|  |                                                                   |
|  | \| \| Gryphoceratops \| \| \| \| \| \| Unescoceratops \| \| \| \| |
|  |                                                                   |
|  | Gryphoceratops                                                    |
|  |                                                                   |
|  | Unescoceratops                                                    |
|  |                                                                   |

|  | Gryphoceratops |
|  |                |
|  | Unescoceratops |
|  |                |

|  | Montanoceratops |
|  |                 |
|  | Ischioceratops  |
|  |                 |

|  | Zhuchengceratops                                                  |
|  |                                                                   |
|  | \| \| Gryphoceratops \| \| \| \| \| \| Unescoceratops \| \| \| \| |
|  |                                                                   |
|  | Gryphoceratops                                                    |
|  |                                                                   |
|  | Unescoceratops                                                    |
|  |                                                                   |

|  | Gryphoceratops |
|  |                |
|  | Unescoceratops |
|  |                |

|  | Zhuchengceratops                                                  |
|  |                                                                   |
|  | \| \| Gryphoceratops \| \| \| \| \| \| Unescoceratops \| \| \| \| |
|  |                                                                   |
|  | Gryphoceratops                                                    |
|  |                                                                   |
|  | Unescoceratops                                                    |
|  |                                                                   |

|  | Gryphoceratops |
|  |                |
|  | Unescoceratops |
|  |                |

|  | Zhuchengceratops                                                  |
|  |                                                                   |
|  | \| \| Gryphoceratops \| \| \| \| \| \| Unescoceratops \| \| \| \| |
|  |                                                                   |
|  | Gryphoceratops                                                    |
|  |                                                                   |
|  | Unescoceratops                                                    |
|  |                                                                   |

|  | Gryphoceratops |
|  |                |
|  | Unescoceratops |
|  |                |

|  | Zhuchengceratops                                                  |
|  |                                                                   |
|  | \| \| Gryphoceratops \| \| \| \| \| \| Unescoceratops \| \| \| \| |
|  |                                                                   |
|  | Gryphoceratops                                                    |
|  |                                                                   |
|  | Unescoceratops                                                    |
|  |                                                                   |

|  | Gryphoceratops |
|  |                |
|  | Unescoceratops |
|  |                |

|  | Zhuchengceratops                                                  |
|  |                                                                   |
|  | \| \| Gryphoceratops \| \| \| \| \| \| Unescoceratops \| \| \| \| |
|  |                                                                   |
|  | Gryphoceratops                                                    |
|  |                                                                   |
|  | Unescoceratops                                                    |
|  |                                                                   |

|  | Gryphoceratops |
|  |                |
|  | Unescoceratops |
|  |                |

|  | Zhuchengceratops                                                  |
|  |                                                                   |
|  | \| \| Gryphoceratops \| \| \| \| \| \| Unescoceratops \| \| \| \| |
|  |                                                                   |
|  | Gryphoceratops                                                    |
|  |                                                                   |
|  | Unescoceratops                                                    |
|  |                                                                   |

|  | Gryphoceratops |
|  |                |
|  | Unescoceratops |
|  |                |

|  | Zhuchengceratops                                                  |
|  |                                                                   |
|  | \| \| Gryphoceratops \| \| \| \| \| \| Unescoceratops \| \| \| \| |
|  |                                                                   |
|  | Gryphoceratops                                                    |
|  |                                                                   |
|  | Unescoceratops                                                    |
|  |                                                                   |

|  | Gryphoceratops |
|  |                |
|  | Unescoceratops |
|  |                |

|  | Zhuchengceratops                                                  |
|  |                                                                   |
|  | \| \| Gryphoceratops \| \| \| \| \| \| Unescoceratops \| \| \| \| |
|  |                                                                   |
|  | Gryphoceratops                                                    |
|  |                                                                   |
|  | Unescoceratops                                                    |
|  |                                                                   |

|  | Gryphoceratops |
|  |                |
|  | Unescoceratops |
|  |                |

|  | Montanoceratops |
|  |                 |
|  | Ischioceratops  |
|  |                 |

|  | Zhuchengceratops                                                  |
|  |                                                                   |
|  | \| \| Gryphoceratops \| \| \| \| \| \| Unescoceratops \| \| \| \| |
|  |                                                                   |
|  | Gryphoceratops                                                    |
|  |                                                                   |
|  | Unescoceratops                                                    |
|  |                                                                   |

|  | Gryphoceratops |
|  |                |
|  | Unescoceratops |
|  |                |

|  | Zhuchengceratops                                                  |
|  |                                                                   |
|  | \| \| Gryphoceratops \| \| \| \| \| \| Unescoceratops \| \| \| \| |
|  |                                                                   |
|  | Gryphoceratops                                                    |
|  |                                                                   |
|  | Unescoceratops                                                    |
|  |                                                                   |

|  | Gryphoceratops |
|  |                |
|  | Unescoceratops |
|  |                |

|  | Zhuchengceratops                                                  |
|  |                                                                   |
|  | \| \| Gryphoceratops \| \| \| \| \| \| Unescoceratops \| \| \| \| |
|  |                                                                   |
|  | Gryphoceratops                                                    |
|  |                                                                   |
|  | Unescoceratops                                                    |
|  |                                                                   |

|  | Gryphoceratops |
|  |                |
|  | Unescoceratops |
|  |                |

|  | Zhuchengceratops                                                  |
|  |                                                                   |
|  | \| \| Gryphoceratops \| \| \| \| \| \| Unescoceratops \| \| \| \| |
|  |                                                                   |
|  | Gryphoceratops                                                    |
|  |                                                                   |
|  | Unescoceratops                                                    |
|  |                                                                   |

|  | Gryphoceratops |
|  |                |
|  | Unescoceratops |
|  |                |

|  | Zhuchengceratops                                                  |
|  |                                                                   |
|  | \| \| Gryphoceratops \| \| \| \| \| \| Unescoceratops \| \| \| \| |
|  |                                                                   |
|  | Gryphoceratops                                                    |
|  |                                                                   |
|  | Unescoceratops                                                    |
|  |                                                                   |

|  | Gryphoceratops |
|  |                |
|  | Unescoceratops |
|  |                |

|  | Zhuchengceratops                                                  |
|  |                                                                   |
|  | \| \| Gryphoceratops \| \| \| \| \| \| Unescoceratops \| \| \| \| |
|  |                                                                   |
|  | Gryphoceratops                                                    |
|  |                                                                   |
|  | Unescoceratops                                                    |
|  |                                                                   |

|  | Gryphoceratops |
|  |                |
|  | Unescoceratops |
|  |                |

|  | Zhuchengceratops                                                  |
|  |                                                                   |
|  | \| \| Gryphoceratops \| \| \| \| \| \| Unescoceratops \| \| \| \| |
|  |                                                                   |
|  | Gryphoceratops                                                    |
|  |                                                                   |
|  | Unescoceratops                                                    |
|  |                                                                   |

|  | Gryphoceratops |
|  |                |
|  | Unescoceratops |
|  |                |

|  | Zhuchengceratops                                                  |
|  |                                                                   |
|  | \| \| Gryphoceratops \| \| \| \| \| \| Unescoceratops \| \| \| \| |
|  |                                                                   |
|  | Gryphoceratops                                                    |
|  |                                                                   |
|  | Unescoceratops                                                    |
|  |                                                                   |

|  | Gryphoceratops |
|  |                |
|  | Unescoceratops |
|  |                |

|  | Magnirostris                                                                             |
|  |                                                                                          |
|  | \| \| Protoceratops hellenikorhinus \| \| \| \| \| \| Protoceratops andrewsi \| \| \| \| |
|  |                                                                                          |
|  | Protoceratops hellenikorhinus                                                            |
|  |                                                                                          |
|  | Protoceratops andrewsi                                                                   |
|  |                                                                                          |

|  | Protoceratops hellenikorhinus |
|  |                               |
|  | Protoceratops andrewsi        |
|  |                               |

|  | Magnirostris                                                                             |
|  |                                                                                          |
|  | \| \| Protoceratops hellenikorhinus \| \| \| \| \| \| Protoceratops andrewsi \| \| \| \| |
|  |                                                                                          |
|  | Protoceratops hellenikorhinus                                                            |
|  |                                                                                          |
|  | Protoceratops andrewsi                                                                   |
|  |                                                                                          |

|  | Protoceratops hellenikorhinus |
|  |                               |
|  | Protoceratops andrewsi        |
|  |                               |

|  | Magnirostris                                                                             |
|  |                                                                                          |
|  | \| \| Protoceratops hellenikorhinus \| \| \| \| \| \| Protoceratops andrewsi \| \| \| \| |
|  |                                                                                          |
|  | Protoceratops hellenikorhinus                                                            |
|  |                                                                                          |
|  | Protoceratops andrewsi                                                                   |
|  |                                                                                          |

|  | Protoceratops hellenikorhinus |
|  |                               |
|  | Protoceratops andrewsi        |
|  |                               |

|  | Magnirostris                                                                             |
|  |                                                                                          |
|  | \| \| Protoceratops hellenikorhinus \| \| \| \| \| \| Protoceratops andrewsi \| \| \| \| |
|  |                                                                                          |
|  | Protoceratops hellenikorhinus                                                            |
|  |                                                                                          |
|  | Protoceratops andrewsi                                                                   |
|  |                                                                                          |

|  | Protoceratops hellenikorhinus |
|  |                               |
|  | Protoceratops andrewsi        |
|  |                               |

|  | Magnirostris                                                                             |
|  |                                                                                          |
|  | \| \| Protoceratops hellenikorhinus \| \| \| \| \| \| Protoceratops andrewsi \| \| \| \| |
|  |                                                                                          |
|  | Protoceratops hellenikorhinus                                                            |
|  |                                                                                          |
|  | Protoceratops andrewsi                                                                   |
|  |                                                                                          |

|  | Protoceratops hellenikorhinus |
|  |                               |
|  | Protoceratops andrewsi        |
|  |                               |

|  | Magnirostris                                                                             |
|  |                                                                                          |
|  | \| \| Protoceratops hellenikorhinus \| \| \| \| \| \| Protoceratops andrewsi \| \| \| \| |
|  |                                                                                          |
|  | Protoceratops hellenikorhinus                                                            |
|  |                                                                                          |
|  | Protoceratops andrewsi                                                                   |
|  |                                                                                          |

|  | Protoceratops hellenikorhinus |
|  |                               |
|  | Protoceratops andrewsi        |
|  |                               |

|  | Magnirostris                                                                             |
|  |                                                                                          |
|  | \| \| Protoceratops hellenikorhinus \| \| \| \| \| \| Protoceratops andrewsi \| \| \| \| |
|  |                                                                                          |
|  | Protoceratops hellenikorhinus                                                            |
|  |                                                                                          |
|  | Protoceratops andrewsi                                                                   |
|  |                                                                                          |

|  | Protoceratops hellenikorhinus |
|  |                               |
|  | Protoceratops andrewsi        |
|  |                               |

|  | Magnirostris                                                                             |
|  |                                                                                          |
|  | \| \| Protoceratops hellenikorhinus \| \| \| \| \| \| Protoceratops andrewsi \| \| \| \| |
|  |                                                                                          |
|  | Protoceratops hellenikorhinus                                                            |
|  |                                                                                          |
|  | Protoceratops andrewsi                                                                   |
|  |                                                                                          |

|  | Protoceratops hellenikorhinus |
|  |                               |
|  | Protoceratops andrewsi        |
|  |                               |

|  | Ajkaceratops                                                  |
|  |                                                               |
|  | \| \| Zuniceratops \| \| \| \| \| \| Ceratopsidae \| \| \| \| |
|  |                                                               |
|  | Zuniceratops                                                  |
|  |                                                               |
|  | Ceratopsidae                                                  |
|  |                                                               |

|  | Zuniceratops |
|  |              |
|  | Ceratopsidae |
|  |              |

|  | Magnirostris                                                                             |
|  |                                                                                          |
|  | \| \| Protoceratops hellenikorhinus \| \| \| \| \| \| Protoceratops andrewsi \| \| \| \| |
|  |                                                                                          |
|  | Protoceratops hellenikorhinus                                                            |
|  |                                                                                          |
|  | Protoceratops andrewsi                                                                   |
|  |                                                                                          |

|  | Protoceratops hellenikorhinus |
|  |                               |
|  | Protoceratops andrewsi        |
|  |                               |

|  | Magnirostris                                                                             |
|  |                                                                                          |
|  | \| \| Protoceratops hellenikorhinus \| \| \| \| \| \| Protoceratops andrewsi \| \| \| \| |
|  |                                                                                          |
|  | Protoceratops hellenikorhinus                                                            |
|  |                                                                                          |
|  | Protoceratops andrewsi                                                                   |
|  |                                                                                          |

|  | Protoceratops hellenikorhinus |
|  |                               |
|  | Protoceratops andrewsi        |
|  |                               |

|  | Magnirostris                                                                             |
|  |                                                                                          |
|  | \| \| Protoceratops hellenikorhinus \| \| \| \| \| \| Protoceratops andrewsi \| \| \| \| |
|  |                                                                                          |
|  | Protoceratops hellenikorhinus                                                            |
|  |                                                                                          |
|  | Protoceratops andrewsi                                                                   |
|  |                                                                                          |

|  | Protoceratops hellenikorhinus |
|  |                               |
|  | Protoceratops andrewsi        |
|  |                               |

|  | Magnirostris                                                                             |
|  |                                                                                          |
|  | \| \| Protoceratops hellenikorhinus \| \| \| \| \| \| Protoceratops andrewsi \| \| \| \| |
|  |                                                                                          |
|  | Protoceratops hellenikorhinus                                                            |
|  |                                                                                          |
|  | Protoceratops andrewsi                                                                   |
|  |                                                                                          |

|  | Protoceratops hellenikorhinus |
|  |                               |
|  | Protoceratops andrewsi        |
|  |                               |

|  | Magnirostris                                                                             |
|  |                                                                                          |
|  | \| \| Protoceratops hellenikorhinus \| \| \| \| \| \| Protoceratops andrewsi \| \| \| \| |
|  |                                                                                          |
|  | Protoceratops hellenikorhinus                                                            |
|  |                                                                                          |
|  | Protoceratops andrewsi                                                                   |
|  |                                                                                          |

|  | Protoceratops hellenikorhinus |
|  |                               |
|  | Protoceratops andrewsi        |
|  |                               |

|  | Magnirostris                                                                             |
|  |                                                                                          |
|  | \| \| Protoceratops hellenikorhinus \| \| \| \| \| \| Protoceratops andrewsi \| \| \| \| |
|  |                                                                                          |
|  | Protoceratops hellenikorhinus                                                            |
|  |                                                                                          |
|  | Protoceratops andrewsi                                                                   |
|  |                                                                                          |

|  | Protoceratops hellenikorhinus |
|  |                               |
|  | Protoceratops andrewsi        |
|  |                               |

|  | Magnirostris                                                                             |
|  |                                                                                          |
|  | \| \| Protoceratops hellenikorhinus \| \| \| \| \| \| Protoceratops andrewsi \| \| \| \| |
|  |                                                                                          |
|  | Protoceratops hellenikorhinus                                                            |
|  |                                                                                          |
|  | Protoceratops andrewsi                                                                   |
|  |                                                                                          |

|  | Protoceratops hellenikorhinus |
|  |                               |
|  | Protoceratops andrewsi        |
|  |                               |

|  | Magnirostris                                                                             |
|  |                                                                                          |
|  | \| \| Protoceratops hellenikorhinus \| \| \| \| \| \| Protoceratops andrewsi \| \| \| \| |
|  |                                                                                          |
|  | Protoceratops hellenikorhinus                                                            |
|  |                                                                                          |
|  | Protoceratops andrewsi                                                                   |
|  |                                                                                          |

|  | Protoceratops hellenikorhinus |
|  |                               |
|  | Protoceratops andrewsi        |
|  |                               |

|  | Ajkaceratops                                                  |
|  |                                                               |
|  | \| \| Zuniceratops \| \| \| \| \| \| Ceratopsidae \| \| \| \| |
|  |                                                               |
|  | Zuniceratops                                                  |
|  |                                                               |
|  | Ceratopsidae                                                  |
|  |                                                               |

|  | Zuniceratops |
|  |              |
|  | Ceratopsidae |
|  |              |

|  | Magnirostris                                                                             |
|  |                                                                                          |
|  | \| \| Protoceratops hellenikorhinus \| \| \| \| \| \| Protoceratops andrewsi \| \| \| \| |
|  |                                                                                          |
|  | Protoceratops hellenikorhinus                                                            |
|  |                                                                                          |
|  | Protoceratops andrewsi                                                                   |
|  |                                                                                          |

|  | Protoceratops hellenikorhinus |
|  |                               |
|  | Protoceratops andrewsi        |
|  |                               |

|  | Magnirostris                                                                             |
|  |                                                                                          |
|  | \| \| Protoceratops hellenikorhinus \| \| \| \| \| \| Protoceratops andrewsi \| \| \| \| |
|  |                                                                                          |
|  | Protoceratops hellenikorhinus                                                            |
|  |                                                                                          |
|  | Protoceratops andrewsi                                                                   |
|  |                                                                                          |

|  | Protoceratops hellenikorhinus |
|  |                               |
|  | Protoceratops andrewsi        |
|  |                               |

|  | Magnirostris                                                                             |
|  |                                                                                          |
|  | \| \| Protoceratops hellenikorhinus \| \| \| \| \| \| Protoceratops andrewsi \| \| \| \| |
|  |                                                                                          |
|  | Protoceratops hellenikorhinus                                                            |
|  |                                                                                          |
|  | Protoceratops andrewsi                                                                   |
|  |                                                                                          |

|  | Protoceratops hellenikorhinus |
|  |                               |
|  | Protoceratops andrewsi        |
|  |                               |

|  | Magnirostris                                                                             |
|  |                                                                                          |
|  | \| \| Protoceratops hellenikorhinus \| \| \| \| \| \| Protoceratops andrewsi \| \| \| \| |
|  |                                                                                          |
|  | Protoceratops hellenikorhinus                                                            |
|  |                                                                                          |
|  | Protoceratops andrewsi                                                                   |
|  |                                                                                          |

|  | Protoceratops hellenikorhinus |
|  |                               |
|  | Protoceratops andrewsi        |
|  |                               |

|  | Magnirostris                                                                             |
|  |                                                                                          |
|  | \| \| Protoceratops hellenikorhinus \| \| \| \| \| \| Protoceratops andrewsi \| \| \| \| |
|  |                                                                                          |
|  | Protoceratops hellenikorhinus                                                            |
|  |                                                                                          |
|  | Protoceratops andrewsi                                                                   |
|  |                                                                                          |

|  | Protoceratops hellenikorhinus |
|  |                               |
|  | Protoceratops andrewsi        |
|  |                               |

|  | Magnirostris                                                                             |
|  |                                                                                          |
|  | \| \| Protoceratops hellenikorhinus \| \| \| \| \| \| Protoceratops andrewsi \| \| \| \| |
|  |                                                                                          |
|  | Protoceratops hellenikorhinus                                                            |
|  |                                                                                          |
|  | Protoceratops andrewsi                                                                   |
|  |                                                                                          |

|  | Protoceratops hellenikorhinus |
|  |                               |
|  | Protoceratops andrewsi        |
|  |                               |

|  | Magnirostris                                                                             |
|  |                                                                                          |
|  | \| \| Protoceratops hellenikorhinus \| \| \| \| \| \| Protoceratops andrewsi \| \| \| \| |
|  |                                                                                          |
|  | Protoceratops hellenikorhinus                                                            |
|  |                                                                                          |
|  | Protoceratops andrewsi                                                                   |
|  |                                                                                          |

|  | Protoceratops hellenikorhinus |
|  |                               |
|  | Protoceratops andrewsi        |
|  |                               |

|  | Magnirostris                                                                             |
|  |                                                                                          |
|  | \| \| Protoceratops hellenikorhinus \| \| \| \| \| \| Protoceratops andrewsi \| \| \| \| |
|  |                                                                                          |
|  | Protoceratops hellenikorhinus                                                            |
|  |                                                                                          |
|  | Protoceratops andrewsi                                                                   |
|  |                                                                                          |

|  | Protoceratops hellenikorhinus |
|  |                               |
|  | Protoceratops andrewsi        |
|  |                               |

|  | Ajkaceratops                                                  |
|  |                                                               |
|  | \| \| Zuniceratops \| \| \| \| \| \| Ceratopsidae \| \| \| \| |
|  |                                                               |
|  | Zuniceratops                                                  |
|  |                                                               |
|  | Ceratopsidae                                                  |
|  |                                                               |

|  | Zuniceratops |
|  |              |
|  | Ceratopsidae |
|  |              |

|  | Magnirostris                                                                             |
|  |                                                                                          |
|  | \| \| Protoceratops hellenikorhinus \| \| \| \| \| \| Protoceratops andrewsi \| \| \| \| |
|  |                                                                                          |
|  | Protoceratops hellenikorhinus                                                            |
|  |                                                                                          |
|  | Protoceratops andrewsi                                                                   |
|  |                                                                                          |

|  | Protoceratops hellenikorhinus |
|  |                               |
|  | Protoceratops andrewsi        |
|  |                               |

|  | Magnirostris                                                                             |
|  |                                                                                          |
|  | \| \| Protoceratops hellenikorhinus \| \| \| \| \| \| Protoceratops andrewsi \| \| \| \| |
|  |                                                                                          |
|  | Protoceratops hellenikorhinus                                                            |
|  |                                                                                          |
|  | Protoceratops andrewsi                                                                   |
|  |                                                                                          |

|  | Protoceratops hellenikorhinus |
|  |                               |
|  | Protoceratops andrewsi        |
|  |                               |

|  | Magnirostris                                                                             |
|  |                                                                                          |
|  | \| \| Protoceratops hellenikorhinus \| \| \| \| \| \| Protoceratops andrewsi \| \| \| \| |
|  |                                                                                          |
|  | Protoceratops hellenikorhinus                                                            |
|  |                                                                                          |
|  | Protoceratops andrewsi                                                                   |
|  |                                                                                          |

|  | Protoceratops hellenikorhinus |
|  |                               |
|  | Protoceratops andrewsi        |
|  |                               |

|  | Magnirostris                                                                             |
|  |                                                                                          |
|  | \| \| Protoceratops hellenikorhinus \| \| \| \| \| \| Protoceratops andrewsi \| \| \| \| |
|  |                                                                                          |
|  | Protoceratops hellenikorhinus                                                            |
|  |                                                                                          |
|  | Protoceratops andrewsi                                                                   |
|  |                                                                                          |

|  | Protoceratops hellenikorhinus |
|  |                               |
|  | Protoceratops andrewsi        |
|  |                               |

|  | Magnirostris                                                                             |
|  |                                                                                          |
|  | \| \| Protoceratops hellenikorhinus \| \| \| \| \| \| Protoceratops andrewsi \| \| \| \| |
|  |                                                                                          |
|  | Protoceratops hellenikorhinus                                                            |
|  |                                                                                          |
|  | Protoceratops andrewsi                                                                   |
|  |                                                                                          |

|  | Protoceratops hellenikorhinus |
|  |                               |
|  | Protoceratops andrewsi        |
|  |                               |

|  | Magnirostris                                                                             |
|  |                                                                                          |
|  | \| \| Protoceratops hellenikorhinus \| \| \| \| \| \| Protoceratops andrewsi \| \| \| \| |
|  |                                                                                          |
|  | Protoceratops hellenikorhinus                                                            |
|  |                                                                                          |
|  | Protoceratops andrewsi                                                                   |
|  |                                                                                          |

|  | Protoceratops hellenikorhinus |
|  |                               |
|  | Protoceratops andrewsi        |
|  |                               |

|  | Magnirostris                                                                             |
|  |                                                                                          |
|  | \| \| Protoceratops hellenikorhinus \| \| \| \| \| \| Protoceratops andrewsi \| \| \| \| |
|  |                                                                                          |
|  | Protoceratops hellenikorhinus                                                            |
|  |                                                                                          |
|  | Protoceratops andrewsi                                                                   |
|  |                                                                                          |

|  | Protoceratops hellenikorhinus |
|  |                               |
|  | Protoceratops andrewsi        |
|  |                               |

|  | Magnirostris                                                                             |
|  |                                                                                          |
|  | \| \| Protoceratops hellenikorhinus \| \| \| \| \| \| Protoceratops andrewsi \| \| \| \| |
|  |                                                                                          |
|  | Protoceratops hellenikorhinus                                                            |
|  |                                                                                          |
|  | Protoceratops andrewsi                                                                   |
|  |                                                                                          |

|  | Protoceratops hellenikorhinus |
|  |                               |
|  | Protoceratops andrewsi        |
|  |                               |

|  | Ajkaceratops                                                  |
|  |                                                               |
|  | \| \| Zuniceratops \| \| \| \| \| \| Ceratopsidae \| \| \| \| |
|  |                                                               |
|  | Zuniceratops                                                  |
|  |                                                               |
|  | Ceratopsidae                                                  |
|  |                                                               |

|  | Zuniceratops |
|  |              |
|  | Ceratopsidae |
|  |              |